# Dietitians of Canada
Dietitians of Canada, también llamada Les Diététistes du Canada o DC —por sus siglas—, en castellano literalmente «Dietistas de Canadá», es la organización profesional y «voz a escala nacional de nutricionistas en Canadá». Como organización, DC funciona a nivel local, provincial, nacional e internacional, y conecta a más de cinco mil miembros que cumplen estándares tanto académicos como de experiencia. DC es el organismo que se encarga de acreditar todos los programas universitarios y de entrenamiento para nutricionistas que se desempeñan en Canadá.